# Ludwig Zimmermann (Propst)

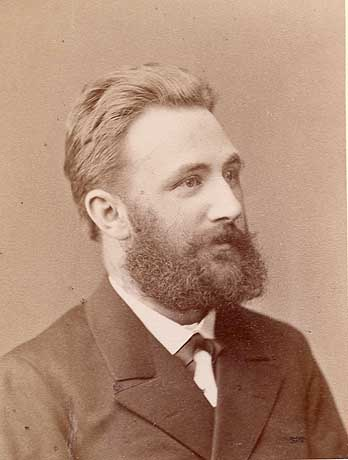
Ludwig Zimmermann

Ludwig Zimmermann (* 28. Maijul. / 9. Juni 1852greg. in Mitau, Gouvernement Kurland, Russisches Kaiserreich; † 31. Augustjul. / 13. September 1906greg. in Lennewarden, Gouvernement Livland, Russisches Kaiserreich), mit vollem Namen Ludwig Gottfried Zimmermann, lettisch Ludvigs Gotfrīds Cimmermanis oder Ludvigs Gotfrīds Cimmermans, russisch Людвиг Циммерман, war Propst des Rigaer Landsprengels. Er gilt als evangelischer Märtyrer.
Die Datumsangaben in diesem Artikel richten sich, wenn nicht anders angegeben, für den Zeitraum bis 1918 nach dem julianischen Kalender.

## Leben

### Werdegang
Ludwig Zimmermanns Mutter hieß Helene Idola Polyx Tima Zimmermann (geborene Schreibvogel, 1819–1904). Sein Vater Alexander Joachim Gottfried Zimmermann (1806–1871) war Oberlehrer für Geschichte am Mitauer Gouvernementsgymnasium.
Diese Schule besuchte auch Ludwig Zimmermann, wo er durchgehend Klassenbester war. Nach seinem Schulabschluss immatrikulierte er sich 1871 an der Kaiserlichen Universität Dorpat für ein Theologiestudium und wurde Mitglied der Korporation „Curonia“ (siehe Deutsch-Baltische Studentenverbindungen). Die Fakultät für Theologie befand sich zu dieser Zeit auf einem Höhepunkt ihrer Geschichte. So konnte Zimmermann bei Moritz von Engelhardt, für den das Gewissen einen hohen Stellenwert einnahm, Alexander von Oettingen, einem Dogmatiker von Weltruf, und Wilhelm Volck, einem Schüler Hofmanns, studieren. Ludwig Zimmermann durchlitt keinerlei Zweifel, der kirchliche Glaube war für ihn eine Selbstverständlichkeit.
1876 schloss er sein Studium als Kandidat der Theologie ab. Danach war er zunächst von 1877 bis 1879 Hauslehrer in Mitau. 1879 bis 1880 war er Pastor-Adjunkt bei Pastor Pacht in Kokenhusen, der als Original galt. Im März 1881 wurde Zimmermann dann zum Pastor von Neuermühlen-Westerotten, einer kleinen, nur 3000 Mitglieder zählenden Gemeinde nahe Riga, gewählt. Die Gemeinde war frei von ehemals russisch-orthodoxen Konvertiten, so dass es zu keinerlei Konflikten mit der orthodoxen Staatskirche kam und sich Zimmermann keine Vorstrafen oder Verweise einhandelte.
Von 1884 bis 1890 war Zimmermann Substitut des geistlichen Schulrevidenten. 1890 bis 1892 war er selbst geistlicher Schulrevident des Rigaschen Kreises. Er war erst 39 Jahre alt, einer der jüngsten Pfarrer der Propstei, als er 1891 zum Propst der Propstei Riga-Land gewählt wurde. Die Wahl wurde im Mai 1892 vom Innenministerium bestätigt. Dies war möglich, weil Zimmermanns Dienstakte nicht durch irgendwelche Konflikte mit der russisch-orthodoxen Kirche beeinträchtigt worden war, was bei seinen älteren Amtsbrüdern anders war, die damit für eine Wahl nicht in Betracht kamen. So befand sich beispielsweise der betagte Pastor Kunzendorf gewissermaßen ständig wegen entsprechender „Verbrechen“ vor Gericht.
Die anderen Pastoren vertrauten Zimmermann trotz seiner Jugend bedingungslos. Er nahm erfreut zur Kenntnis, dass es bei Amtseinführungen von Pfarrern in seiner Propstei niemals zu Unruhen kam, trotz des damals ausgeprägten Nationalismus, der Letten und Deutsch-Balten wie Zimmermann in Gegnerschaft zueinander brachte. Wenn er Visitationen abhielt, nahmen auch Gemeindemitglieder interessiert teil. Er galt als freundlich und konnte bei solchen Anlässen auch erwachsene Gemeindemitglieder zu Antworten bewegen. Die geringe Größe seiner Gemeinde ermöglichte ihm die zusätzliche Tätigkeit als Propst. Diese erforderte nämlich häufige Fahrten in der Größenordnung von 100 km bei schlechten Straßenverhältnissen.
Am 17. Juni 1892 fand der erste Spatenstich für das Blindenheim in Riga statt. Zimmermann weihte zuvor ausgehend von Joh 1,5  und Joh 8,12  den Platz und bat um Gottes Segen.
Als Pastor von Neuermühlen war Zimmermann auch für die evangelisch-lutherischen Schüler des Korrektionsasyls und der Ackerbaukolonie für Minderjährige männlichen Geschlechts in Rodenpois zuständig, beispielsweise durch die Abnahme von Prüfungen und die Oberaufsicht über den Religionsunterricht.
1895 starb das letzte Mitglied der Familie Croon, die fast ein Jahrhundert lang das Predigtamt in Lennewarden innegehabt hatte.
Am 25. Mai 1895 hielt Zimmermann eine lettische Rede bei der Grundsteinlegung der lutherischen Kirche in Kemmern.

### Propst und Pastor in Lennewarden
1896 übernahm dann Ludwig Zimmermann die große Gemeinde in Lennewarden und deren Tochtergemeinde in Groß-Jungfernhof, was die Arbeitslast für ihn deutlich erhöhte. In der Hauptgemeinde wurde er aufgrund seiner deutsch-baltischen Abkunft, und da er vom Patron eingesetzt worden war, recht kühl empfangen, was sich in seiner weiteren Amtszeit auch nicht änderte, während die Beziehung der Tochtergemeinde zu ihm auch unter den kritischsten Zeitumständen sehr herzlich war.
Im Zuge der Erweiterung der Kirche von Kirchholm wurde am 5. Mai 1896 eine Urkunde in den Grundstein eingelegt, auf der Ludwig Zimmermann erwähnt wurde.
Am Sonntag, dem 16. Junijul. / 28. Juni 1896greg., hielt Zimmermann um 16 Uhr einen lettischen Strandgottesdienst in Bilderlingshof ab.
Am Donnerstag, dem 14. Novemberjul. / 26. November 1896greg., dem Geburtstag der Kaiserin-Mutter Maria Fjodorowna, fand morgens die Einweihung der neuen Kirchholmer Kirche statt. Architekt Croon übergab den Kirchenschlüssel dem Kirchenvorsteher, der daraufhin eine kurze Ansprache hielt, und den Schlüssel an Zimmermann weitergab. Dieser schloss die Kirchentür auf und sprach den üblichen Segen. Unter Führung von zehn Pastoren zog die lettische Gemeinde mit dem Lied „Mir nach, spricht Christus, unser Held“ in die Kirche ein, wo Zimmermann vor dem Altar eine Ansprache hielt und Kirche, Kanzel, Altar und Altargeräte weihte. Nach einem Segenswunsch durch jeden der Pastoren und Chorgesang begann der Gottesdienst. Die Eingangsliturgie hielt Zimmermanns Freund, der Nitauer Pastor Karl Schilling (1865–1905). Auf den lettischen Gottesdienst folgte der reich besuchte deutsche, den Zimmermann mit einer Ansprache und der Eingangsliturgie einleitete.
Am 10. August 1897 wurde unter Zimmermanns Leitung das 150-jährige Bestehen der Lennewardener Kirche gefeiert. Zimmermann trug dabei kirchliche Nachrichten aus der Vergangenheit vor und hielt die Fürbitte ab.
Am 10. Oktober 1897 sprach er auf der Beerdigung des emeritierten Propstes Emil Loppenowes. Für das September/Oktober-Heft 1898 der Mitteilungen und Nachrichten für die evangelische Kirche in Rußland verfasste er einen Nekrolog über Loppenowe.
Am 30. September 1899 sprach er auf der reich besuchten Trauerfeier für den Besitzer von Groß-Jungfernhof und Kroppenhof, Nikolai Baron Vietinghoff-Scheel in der Jungfernhofschen Kirche; am 2. Oktober hielt er dann die deutschsprachige Rede auf der Beerdigung.
Um die Jahrhundertwende verbüßte Schilling seinen Hausarrest bei Zimmermann, der ihm auferlegt worden war, weil er sich bemühte, von der evangelischen Kirche zur russisch-orthodoxen Staatskirche konvertierte Letten wieder in die lutherische Kirche zurückzuführen.
Neben seiner geistlichen Tätigkeit war Zimmermann, ebenso wie Karl Schilling, die 1919 von Bolschewiki hingerichteten Pfarrer Hans Bielenstein, Alexander Bernewitz, Xaver Marnitz, Arnold von Rutkowski, Paul Fromhold-Treu, Christoph Strautmann, Karl Schlau, Eberhard Savary, Eugen Scheuermann und Wilhelm Gilbert und wie die Pastoren Gustav Cleemann und Erwin Gross, die an den Folgen ihrer Gefangenschaft bei den Bolschewiki starben, ordentliches Mitglied der Lettisch-Literärischen Gesellschaft, die sich der Erforschung der lettischen Sprache, Folklore und Kultur widmete. Diese Gesellschaft wurde überwiegend von deutsch-baltischen Pastoren und Intellektuellen getragen. Für die Letten selbst war eine höhere Bildung zur Zeit der kaiserlich-russischen Vorherrschaft noch kaum zugänglich, ihre Kultur führte ein Schattendasein.
Am Sonntag, dem 16. Junijul. / 29. Juni 1902greg. um 11 Uhr 30, beteiligte sich Zimmermann an der Grundsteinlegung zum Umbau der Kirche in Schlock. Er eröffnete den Festakt mit einer Rede in lettischer Sprache.
Bei der Einweihung am Sonntag, dem 31. Augustjul. / 13. September 1903greg., hielt er dann die Weiherede über Offb 21,5  und vollzog den Einweihungsakt. Die Kirche war so gut gefüllt, dass etliche Gäste außerhalb bleiben mussten.
Am 26. April 1904 sprach er um 17 Uhr auf der Beerdigung des ehemaligen Pastors von Sissegal und Altenwoga, Carl Friedrich Stoll.

### Während der Russischen Revolution von 1905
Am 29. Januar 1905 warb Zimmermann in der Düna-Zeitung für das neu gegründete lettische Gemeindeblatt Ewangeliuma Gaisma („Licht des Evangeliums“) und empfahl es auch für deutsche Haushalte mit lettischen Angestellten.
Am Mittwoch, dem 1. Junijul. / 14. Juni 1905greg. um 14 Uhr 30, leitete er vor mehreren tausend Gästen die Beerdigung eines weiteren ehemaligen Pastors von Sissegal und Altenwoga, Robert Schröder, in lettischer und deutscher Sprache.
Aggressionen waren seinem Naturell fremd. Seine Arbeit in Lennewarden wurde durch passiven Widerstand beeinträchtigt. Dies führte wohl dazu, dass das sozialdemokratische Zentralkomitee zur Zeit der ersten Russischen Revolution seine Kirche für einen Tumult auswählte, um die Kirche zu diskreditieren:
Am Pfingstsonntag 1905 (der Pfingsttermin 1905 war nach der julianischen Berechnungsmethode – damals Standard im Russischen Reich, dem das Baltikum angehörte – der 5. Junijul. / 18. Juni 1905greg.) befanden sich Baron Huene, der Verwalter des Gutes Lennewarden, als Vertreter der Gutspolizei, und sein Bruder vor der Lennewardener Kirche, in der Zimmermann den Gottesdienst leitete, da Gerüchte kursierten, dass dem Propst Gefahr drohte.
Tatsächlich hörte Zimmermann, als er nach der Predigt in die Sakristei ging, anstelle des üblichen Offertoriums, wie ein fremder, sehr junger Mann von der Kanzel eine Rede sozialistischen Inhalts hielt. Der Küster wurde von mehreren Personen daran gehindert, die Orgel zu spielen. Als Zimmermann versuchte, in das Kirchenschiff zur Kanzel zu gelangen, um den Redner zum Schweigen und die Gemeinde zum Widerstand aufzufordern, wurde er von einer Reihe junger Revolutionäre aufgehalten. Baron Huene und sein Bruder bemerkten die erwartete Störung und gingen durch die Sakristei in die Kirche, wo sie Zimmermann von den Eindringlingen umringt vorfanden. Huene versuchte, sich durch die Menge zu drängen, welche die Kanzel umgab, um die Rede zu unterbrechen. Der Redner wurde von dem Baron von der Kanzel gezogen und verließ mit einigen anderen Anwesenden die Kirche. Andere gingen daraufhin mit Knüppeln und Stöcken auf Baron Huene und seinen Bruder los. Es kam zu einem Tumult, der Baron erlitt nennenswerte Kopfverletzungen und ging blutend zu Boden, während Zimmermann versuchte, die Angreifer abzuwehren. Der Baron erhob sich bald wieder. Huene und seinem Bruder alleine gelang es innerhalb von zehn Minuten mit körperlichem Einsatz, die Kirche zu räumen, an der nun außen die rote Fahne wehte.
Vor dem Gebäude blieb es zunächst laut, Zimmermann und dem herbeigeeilten Kirchenvorsteher von Wulf gelang es aber mit beruhigenden Worten, die Menge zum Verlassen des Kirchplatzes zu veranlassen. Die Menge zog nun mit einem Revolutionslied auf den Lippen und einer großen roten Fahne mit weißer Inschrift voran zum Gemeindehaus. Unter den etwa 50 Revolutionären waren 15 Fremde, die übrigen gehörten der örtlichen Gemeinde an. Einige der Demonstranten waren mit Masken und falschen Bärten getarnt. Die Proteste richteten sich gegen die Kirche als solche, gegen Zimmermann nur als Prediger, nicht gegen ihn persönlich. Der Kirchenrat schloss auf Befehl des Konsistoriums die entweihte Kirche.
Sehr ähnliche Vorgänge erlebte Pastor Schilling am gleichen Tag in seiner Kirche in Nitau. Dort wurde sogar mit Schusswaffen gedroht, um die Predigt zu verhindern und die Gemeinde dazu zu zwingen, der stattdessen gehaltenen revolutionären Rede zuzuhören.
Noch im Frühjahr 1905 wurde Zimmermann von einem Revolutionskomitee als Propst für abgesetzt erklärt, da er die gewalttätige Vorgehensweise der Revolutionäre angeprangert und die Kirche zur „Mördergrube“ gemacht habe. Er blieb aber zunächst und hielt Gottesdienste für die Kranken, obwohl er nachdrücklich vor den langen Fahrten auf den abgelegenen Wegen gewarnt wurde.

### Exil in Riga
Schließlich zwangen die ungehinderten Brandschatzungen und Tötungen sowie die unzureichenden Arbeits- und Lebensbedingungen Ludwig Zimmermann, sich nach Riga zurückzuziehen. Er benutzte dafür den letzten Zug vor dem Generalstreik. In Riga führte er in der Sakristei der Jakobikirche, die später, 1923, zwangsweise an die römisch-katholische Kirche übergeben werden musste, den Vorsitz bei den wöchentlich stattfindenden Versammlungen der Pfarrer, die vertrieben worden oder geflohen waren. Er erlebte dabei erinnerungswürdige Stunden, in denen neu angekommene Flüchtlinge von ihren Erlebnissen berichteten, und dabei von menschlicher Barbarei und göttlicher Hilfe sprachen.

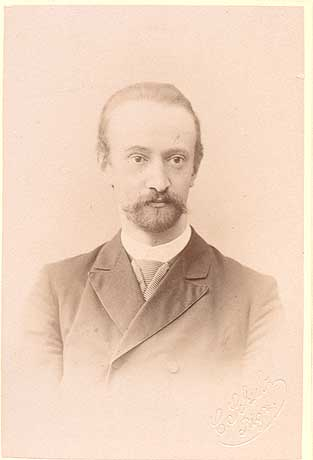
Karl Schilling

Am Mittwoch, dem 24. Augustjul. / 6. September 1905greg., verlas Zimmermann auf der 71. livländischen Provinzialsynode einen Nekrolog für Pastor Robert Schröder aus Sissegal.
Am 10. Septemberjul. / 23. September 1905greg. wurde Pastor Karl Schilling von Revolutionären erschossen.
Die Beerdigung Schillings am 15. Septemberjul. / 28. September 1905greg. um 13 Uhr war sehr reich besucht, viele evangelisch-lutherische Geistliche, auch von außerhalb, der Gouverneur von Livland und der residierende Landrat, Baron Adolf Pilar von Pilchau, nahmen teil. Die Kapelle war bis zum letzten Platz gefüllt, viele Gäste mussten außerhalb bleiben. Zimmermann leitete die gottesdienstliche Feier in der blumengeschmückten neuen Kirchhofskapelle und die Beerdigung. In der Kapelle schilderte er die Biographie Schillings und bezeichnete ihn als würdigen Bekenner. Schillings Mut nannte Zimmermann vorbildlich. Am Grab sprach Ludwig Zimmermann im Angesicht der Ausschreitungen der Revolutionäre gegen die evangelische Kirche über stellvertretendes Leiden und bezeichnete Schillings gewaltsamen Tod als Mord.
Die Revolution wurde im Frühjahr 1906 durch russische Truppen niedergeschlagen.

### Im Anschluss an die Revolution
Zimmermann kehrte 1906 auf Wunsch seiner Gemeinde nach Lennewarden zurück. Anscheinend glaubte er an das Gute im Menschen, jedenfalls schien er sich auf die positiven Aspekte der Situation zu konzentrieren, als er der Bitte sofort folgte. Im März konnte er auf Bitten der örtlichen Wirtsversammlung an ihn zunächst die regelmäßigen Gottesdienste in Groß-Jungfernhof wieder aufnehmen.
Acht Tage später konnte er auch die Lennewardener Kirche mit Erlaubnis des Livländischen Konsistoriums auf Bitten der Gemeindeverwaltung beim Konsistorium im Namen zahlreicher Gemeindemitglieder wiedereröffnen.
Wenig später, im Juni 1906, wurde Ludwig Zimmermann nach Nitau gerufen, um die dortige Kirche wiedereinzuweihen, die nach dem Tode Pastor Schillings geschlossen worden war. Es handelte sich angesichts der Zeitumstände um eine pikante Aufgabe, und es hätte wohl Zimmermanns Natur und seinem Verständnis von Ehrlichkeit widersprochen, wenn er sich zu der Tötung nicht geäußert hätte. Er bezeichnete den gewaltsamen Tod Schillings dabei erneut als Mord. Für die Revolutionäre war dies ein starker Affront.
Am 30. Augustjul. / 12. September 1906greg. reiste Zimmermann nach Birkenruh bei Wenden, um seinen Sohn Fritz in das Landesgymnasium zu bringen, das gerade wiedereröffnet wurde.

### Gewaltsamer Tod
Am 31. Augustjul. / 13. September 1906greg. fanden sich kurz nach 20 Uhr einige maskierte Terroristen vor Ludwig Zimmermanns Haus ein. Diese waren vermutlich sozialistisch oder anarchistisch motiviert und wussten offenbar von der bevorstehenden Rückkehr des Geistlichen. Drei der Männer brachen durch die Hintertür in das Haus ein, die übrigen umstellten das Pastorat und nahmen vor der Veranda Aufstellung. Die Drei im Haus waren mit geschwärzten Gesichtern und angeklebten Bärten getarnt. Sie bedrohten Frau (Katharina Zimmermann, geborene von Roth) und Tochter des Propstes mit vorgehaltenen Waffen und erkundigten sich nach den Silbergegenständen und dem Verbleib des Propstes. Die Ehefrau antwortete scheinbar ruhig: „Mein Mann ist nicht zu Hause.“ Die Eindringlinge antworteten mit einem lauten, wütenden „Du lügst!“ Dabei hielten sie ihr die Revolver vor das Gesicht. Die Frau entgegnete: „Ich lüge nicht! Was wollt ihr von ihm, er hat euch nie was Böses getan.“ Die Männer antworteten: „Du lügst, er hat gegen uns bei der Beerdigung von Pastor Schilling-Nitau gesprochen und darum wollen wir ihn töten.“ Sie legten ein Todesurteil auf den Schreibtisch, welches mit „Der Teufel, der Richter und der Unstete“ unterzeichnet war. Ferner rissen sie den Frauen Ringe und Uhren ab, darunter auch den Ehering Katharina Zimmermanns, zerstörten die Wohnungseinrichtung, wie beispielsweise Schränke, und plünderten das Haus, das sie fast eine Stunde lang durchsuchten. Eine alte Standuhr zerstörten sie mit Schüssen, da diese hier ja zu nichts mehr nütze sei. Als Katharina Zimmermann protestierte, schlugen sie die Frau mit einer Peitsche und die anderen anwesenden Bewohner, darunter eine Magd, mit Knüppeln und befahlen der Ehefrau, den Raum nicht zu verlassen. Einer der Eindringlinge bewachte das Schlafzimmer der Kinder. Keiner der lettischen Hausbewohner traute sich, Ludwig Zimmermann zu warnen.
Als Zimmermann sich nach 20 Uhr 30 von der Station Rodenpois aus seinem Pastorat näherte, riss sich Katharina Zimmermann, die den Wagen gehört hatte, von den Terroristen im Haus los und stürmte mit den Worten „Vater kommt!“ ins Vorzimmer. Die Terroristen erschossen sie. Ebenfalls im selben Moment erschossen die Terroristen vor dem Haus Zimmermann mit zwölf Schüssen umgehend, der noch einen Todesschrei ausstieß, als ein Kopfschuss ihn tötete und er aus dem Wagen stürzte. Die Pferde scheuten und stürmten mit Kutsche und Kutscher davon. Zimmermanns älteste Tochter wurde im Haus von einer weiteren Kugel nur knapp verfehlt. Als die Eindringlinge das Pastorat verließen, nahmen sie dem Propst noch dessen goldene Uhr und Kette ab. Katharina Zimmermann konnte sich noch von ihren Angehörigen verabschieden und ihrer Freude Ausdruck verleihen, dass sie bald wieder mit ihrem Mann vereint sein werde, und starb nach einem 20-minütigen Todeskampf. Diese Ereignisse wurden unter anderem von Elsa Schabert, der Ehefrau Oskar Schaberts, in ihrer Haus-Chronik überliefert; der Bericht fand Eingang in Oskar Schaberts Baltisches Märtyrerbuch.
Beschuldigt, den Mord an Zimmermann verübt zu haben, wurde später der Bauer Johann Perren aus Ledemannshof. Er wurde auch angeklagt, etwa 20 Raubüberfälle ausgeübt und das Gesinde in Alt-Tsehje niedergebrannt zu haben. Es gelang ihm, unterzutauchen.

## Nachleben

### Unmittelbare Reaktionen
Kurz nach der Tat erreichte das Militär vom Gut Lennewarden aus den Tatort, die Terroristen waren aber bereits geflohen. Der Prokureursgehilfe, der Kreischef und der Untersuchungsrichter fanden sich ebenfalls ein.
Die Feierlichkeiten zur Wiedereröffnung des Landesgymnasiums der livländischen Ritterschaft in Birkenruh wurden nach der Nachricht von Zimmermanns Tod abgebrochen.

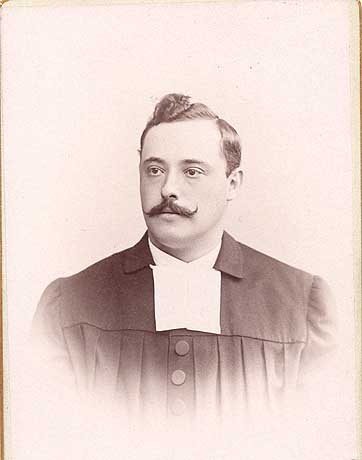
Wilhelm Taurit

Zimmermann und seine Frau wurden gemeinsam auf dem Lennewardener Kirchhof beerdigt. Nur wenige Gemeindemitglieder wagten es, an der Beerdigung teilzunehmen, die von Pastor Wilhelm Taurit aus Dahlen (* 1870) bei Riga durchgeführt wurde, der am 23. Novemberjul. / 6. Dezember 1906greg. von einem von einigen Revolutionären angeheuerten Kriminellen ebenfalls erschossen wurde. Ein Zusammenhang mit Taurits Bereitschaft, die Beerdigung Zimmermanns durchzuführen, kann dabei nicht ausgeschlossen werden.
Noch im August 1906 (nach dem julianischen Kalender) wurde Kruming aus Groß-Jungfernhof in der Nähe von Lennewarden als mutmaßlicher Tatbeteiligter von Dragonern festgenommen. Bei einem Fluchtversuch während des Transports wurde er erschossen. Er stand unter Verdacht, noch an zahlreichen anderen Taten beteiligt gewesen zu sein.
Am 27. Augustjul. / 9. September 1906greg. wurde die Gemeinde Zimmermanns von Generalmajor Werschinin zwangsweise versammelt. Sie wurde dabei ermahnt, die Mörder auszuliefern. Weitere Vorfälle würden zu härtesten Strafen führen. Da die Gemeinde aussagte, die Schuldigen nicht zu kennen, wurde sie mit einer Geldbuße von 3000 Rubeln bestraft.

### Weitere Taten und Drohungen
Das gleiche Schicksal wie Zimmermann hatten vier Pastoren erlitten, neben den bereits erwähnten Pfarrern Karl Schilling und Wilhelm Taurit waren dies Albert Grühn († 11. Maijul. / 24. Mai 1906greg. in Erwahlen) und Julius Busch († 29. Julijul. / 11. August 1907greg. in Nerft), der auch ein Mitglied der Lettisch-Literärischen Gesellschaft war.
Es existierte eine verbindliche Verordnung des Zentralkomitees der lettischen sozialdemokratischen Arbeiterpartei, die in Punkt 4 festlegte: „Die Pastoren welche auf Befehl des Konsistoriums unseren im Kampf gefallenen Kämpfer tadeln, müssen erschossen werden.“ Die Verordnung wurde verbreitet, teilweise auch unkommentiert in der Presse zitiert. Eine illegale lettische Zeitung veröffentlichte sogar in jeder Ausgabe eine lange Liste von Revolutionsgegnern, zu deren Tötung aufgerufen wurde. Allein bis September 1906 wurden in Livland und Kurland insgesamt 200 Revolutionsgegner getötet.
Am 19. September 1906 berichtete die lettische Zeitschrift „Latwija“ über den lettischen Pastor Karl Awot in Laudohn, er predige jeden Sonntag über die revolutionären Ereignisse und vergleiche alle Freiheitskämpfer mit Räubern und Dieben. Die „Rigas Awise“ wies angesichts dessen darauf hin, dass es Mordaufrufe gegen Awot gebe, und dass O. Michelsohn in Üxküll ermordet worden sei, nachdem Hetzschriften gegen ihn in lettischen revolutionären Zeitschriften erschienen seien. Es sei auffallend, dass die „Latwija“ unter solchen Umständen einen solchen Artikel gegen Awot schreibe. Die „Düna-Zeitung“ vom 29. September stimmte dieser Kritik zu.
Ein livländischer Pastor erhielt am 25. September 1906 folgendes gedrucktes Schreiben in „offiziellem“ Sprachstil:

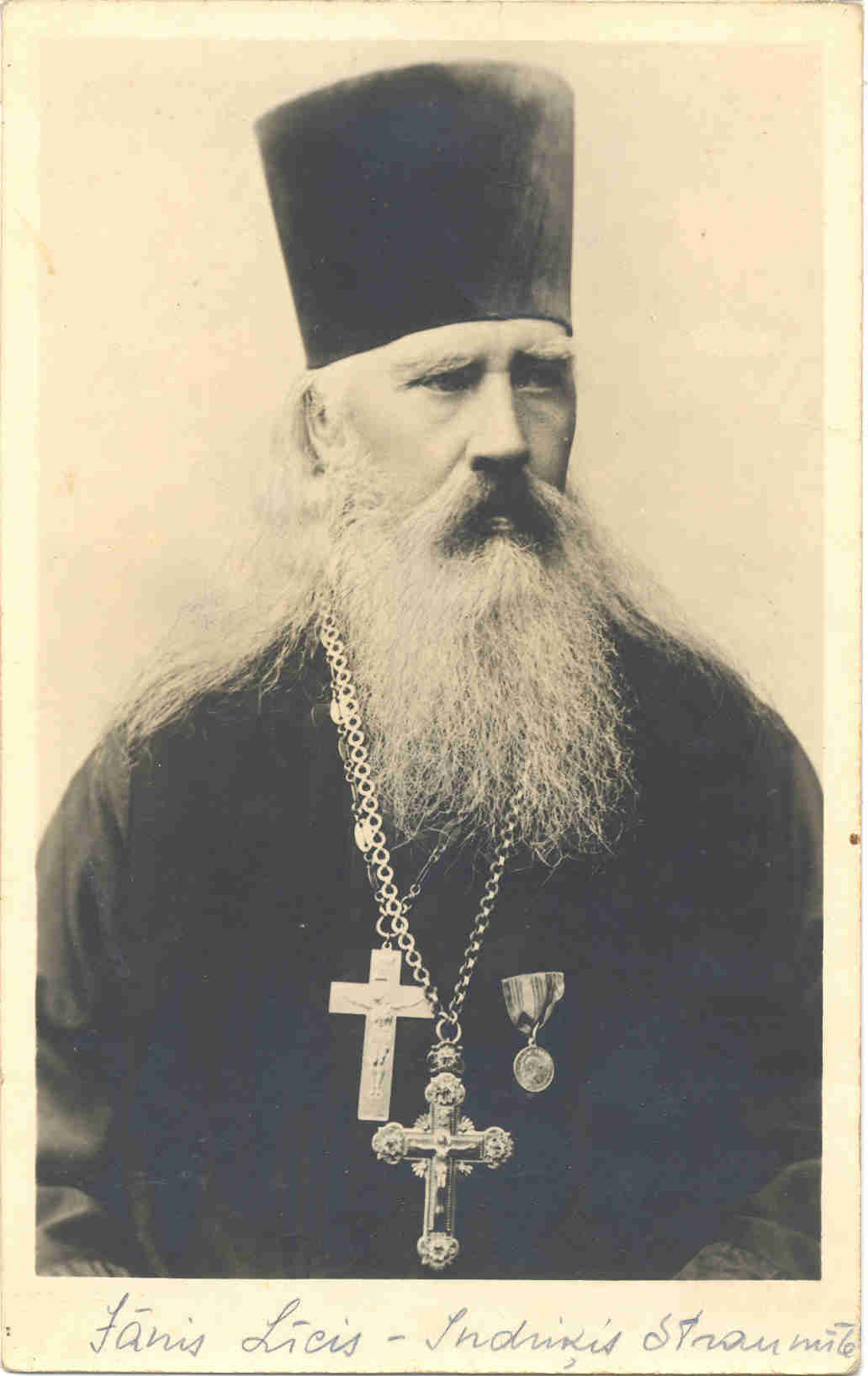
Jānis Līcis (Lihzit)

Nr. 51.
Aufforderung an den Pastor (in der Quelle zensiert) der (zensiert)en Gemeinde.
Hiermit werden Sie aufgefordert, mit der Beschimpfung von Freiheitskämpfern und unserer gefallenen Genossen aufzuhören und sofort nach Empfang dieser Bekanntmachung Ihr heiligmachendes Geschäft - die Kirche zu schließen, widrigenfalls wir gezwungen sein werden, Gewaltmittel anzuwenden. Denken sie an die Schicksale ihrer Kollegen Schilling, Lihzit und Zimmermann.
25/IX. 1906.
Die Gruppe
der Baltischen Kampfesorganisation.
Druckerei „Mescha-Brahli“
Das Schreiben war mit einem Stempel mit der Aufschrift „Latwijas Sozialdemokratiga Komiteja Widsemas Maleenas“ versehen, der Name des Pastors und seiner Gemeinde sowie das Datum waren mit roter Tinte nachträglich eingefügt worden.
Insgesamt gingen im September 1906 zwei Schreiben lokaler Gruppen der baltischen Kampfesorganisation bei Pastor Skribanowitz in Kremon ein, in denen auf das Schicksal Zimmermanns und Schillings hingewiesen wurde, hinzu kam ein Todesurteil. Skribanowitz brachte daraufhin seine Familie nach Riga. Die zuständigen Stellen beschlossen, dass Skribanowitz seine Amtshandlungen in seiner Gemeinde vorübergehend einstellen solle.

### Erinnern ab dem Folgejahr, Exil des Mordverdächtigen
1907 erschien im Thaborboten (Nr. 1 und 2) ein Nekrolog für Ludwig Zimmermann von Pastor Hillner.
Im Februar 1907 informierte Johann Perren, der mutmaßliche Mörder, einen Bekannten postalisch darüber, dass er nach Amerika ausgewandert sei. Seine Frau und vier Kinder hatte er zurückgelassen; stattdessen hatte er die Frau eines anderen Bauern mitgenommen und in Amerika geheiratet.
Der Kalender der Deutschen Vereine in Liv-, Est- und Kurland für 1908 zeigte die Fotografien einiger der während der Revolution getöteten Balten, darunter auch Zimmermanns und seiner Frau.

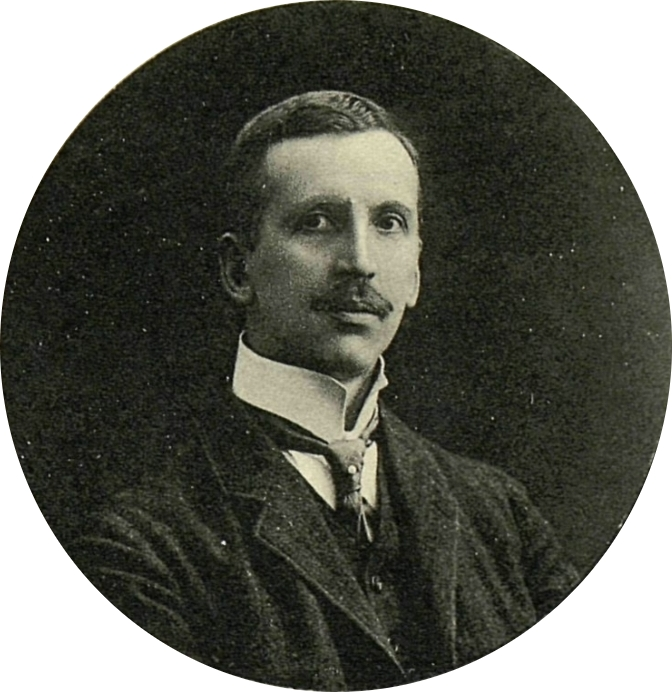
Baron Hans von Rosen

Im Mai 1909 hielt der livländische Abgeordnete Baron Hans von Rosen eine Rede vor der Duma, in welcher er die Morde an dem orthodoxen Priester Jānis Līcis (Lihzit) und den evangelischen Geistlichen erwähnte. Er bezeichnete die Genannten dabei als Märtyrer, betonte die Bedeutung auch der evangelischen Geistlichen als Stützen des Staates und warb für ein Ende der gesetzlichen Benachteiligung der evangelischen Kirche gegenüber der orthodoxen.
Im Juni 1909 erschien der Nekrolog Hillners für Zimmermann erneut, diesmal in der Ausgabe für gebildete Gemeindeglieder der „Mitteilungen und Nachrichten für die evangelische Kirche in Rußland“.
Ein mit Schilling befreundeter Pfarrer gab die Predigten Schillings unter dem Titel „Wer sein Leben erhalten will, der wird es verlieren - wer sein Leben verliert um meinetwillen, der wird es finden. Zum Gedächtnis an Karl Theophil Schilling †, Pastor zu Nitau (Livland). Seine Predigten, herausgegeben mit Zeitschilderungen und Beschreibung seines tragischen Todes im Revolutionsjahre 1905 von Maximilian Stephany, Pastor am Dom zu Riga. Riga 1910. Georg Neuner, Suworowstraße 40“ heraus. (Zum Titel vergleiche Mt 26,25 .) Darin war auch Zimmermanns Grabrede für Schilling enthalten.

## Gedenktag
31. August im Evangelischen Namenkalender.

## Porträtfotos
- Porträtfoto Ludwig Zimmermanns (ganz oben, ganz links)
- Porträtfoto Katharina Zimmermanns (mittlere Reihe, zweites Bild von links)